# 호세 마르티

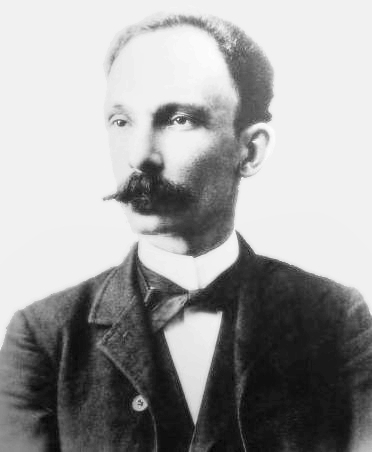
호세 마르티

호세 훌리안 마르티 페레스(스페인어: José Julián Martí Pérez, 문화어: 호쎄 마르띠, 1853년 1월 28일 ~ 1895년 5월 19일)는 쿠바의 영웅이자 라틴 아메리카 문학의 중요 인물이다. 생애에 그는 시인, 수필가, 저널리스트, 혁명 철학자, 번역가, 교수, 출판자, 정치 이론가였다. 
아바나에서 태어난 마르티는 그의 생애 초기부터 정치 활동을 시작하였다. 그는 스페인, 라틴 아메리카, 미국을 고루 여행하면서 쿠바 독립의 지지를 얻어나갔다. 그는 1895년 5월 19일 군사 행동 속에서 죽음을 맞았다. 호세 마르티의 사상은 쿠바 혁명에 영향을 끼쳤으며, 쿠바 혁명 이후 국가적 영웅으로 존경받고 있다.

## 같이 보기
- 호세 리살